# Killing Season (film)
Killing Season è un film del 2013 diretto da Mark Steven Johnson, con protagonisti Robert De Niro e John Travolta, per la prima volta insieme in un film.

## Trama
Benjamin Ford è un ex soldato americano, veterano di guerra, ritiratosi sugli Appalachi per dimenticare la guerra in Bosnia nella quale ha combattuto. Un giorno, un turista europeo di nome Emil Kovac incrocia la sua strada, in apparenza per pura casualità, e tra i due nasce un legame d'amicizia. Ma tutto cambia quando Ford scopre che Kovac in realtà è un soldato in cerca di vendetta. Inizierà così un duello tra i due per la sopravvivenza, tra le montagne che li separano dal resto della civiltà.

## Produzione

### Cast
Inizialmente il progetto vedeva come protagonisti gli attori John Travolta e Nicolas Cage, per una reunion dopo il film Face/Off - Due facce di un assassino, e il regista scelto era John McTiernan. Successivamente però, Robert De Niro prende il posto di Nicolas Cage.

### Sceneggiatura
La sceneggiatura di Evan Daugherty, basata su un vecchio script degli anni settanta cattura l'attenzione dei produttori dopo aver vinto il concorso Script Pipeline nel 2008. La sceneggiatura originale era intitolata Shrapnel, che era lo stesso nome del progetto riavviato nel 2008. Successivamente però viene cambiato il nome in Killing Season e vengono modificate le location della trama per poter modernizzare e attualizzare il film.

### Riprese
Le riprese del film iniziano il 30 gennaio e terminano il 17 aprile 2012 e si svolgono tra Bulgaria e Stati Uniti d'America, tra la città di Sofia e lo Stato della Georgia.

## Distribuzione
Il primo trailer del film viene diffuso online l'8 giugno 2013.
La pellicola è stata distribuita nelle sale cinematografiche statunitensi a partire dal 12 luglio 2013.
Il film è stato vietato ai minori di 18 anni per la presenza di forte violenza, tortura e dialoghi con contenuti sessuali.